# 280-мм мортира образца 1877 года
11 дюймовая мортира образца 1877 года — российское береговое и осадное орудие. Имело внушительный снаряд весом 293 кг с разрывным зарядом 60 кг. Орудие использовали как береговое, так и осадное, в частности при осаде германской крепости Летцен в 1915 году. Орудие было очень тяжелым перевозилась только по железной дороге и стреляла с деревянных платформ. Оно устарело уже к русско-японской войне, но из-за нехватки орудии в морских крепостях, её использовали против кораблей.